# 秋日童話
《秋日童話》（：／）是韓國KBS自2000年9月18日起播放的月火迷你連續劇，是尹錫湖執導的四季系列（藍色生死戀系列）的第一部曲，宋承憲、宋慧喬、元斌、韓彩英及韓娜娜等主演。2000年11月7日，数据显示，《蓝色生死恋》在KBS 2TV收视率为42.3%，稳坐韩国2000年电视剧冠军。
《蓝色生死恋》是八大電視自播出韩剧以来收视率最为傲人的一次，在香港同样轰动。《蓝色生死恋》可说是早期韩剧的经典之作，其剧情之悲赚了无数观众的热泪。

## 劇情介紹
故事講述的是一對兄妹相戀的催淚故事。
小時候的尹俊熙因為貪玩把恩熙跟芯爱的名牌弄亂導致護士陰錯陽差的把兩名嬰兒的名牌搞錯。原本在幸福美滿家庭中長大的尹俊熙和尹恩熙兄妹，卻在一次車禍中，打破了這一切，因為血液檢查而得知了真相的恩熙，一夕之間變成了灰姑娘，回到了親生母親身邊，而俊熙和父母、妹妹芯爱則一起去了美國。
長大成人的俊熙再次來到了和恩熙一起擁有美好回憶的故鄉，並在一次因緣際會下巧遇了恩熙。此時的恩熙正陷入富家子弟泰錫的猛烈追求中，再次見到俊熙才真正明白原來自己早已深深愛上了他，而不只是停留在以前的兄妹情，但無奈此時的俊熙身邊已多了一個人，加上此時恩熙得知了自己罹患了血癌的事實，更是毅然決然地決定離開俊熙。
在俊熙了解了一切的情況后，自責地到醫院去看恩熙，但恩熙卻因病情的逐續惡化，常呈現昏迷狀態，恩熙決定出院，和俊熙一起在美術室裡走完剩下的日子......

## 演員陣容
| 演員     | 角色             | 台灣配音 |
| 宋承憲   | 尹俊熙           | 吳文民   |
| 宋慧喬   | 尹恩熙／崔恩熙   | 馮嘉德   |
| 元 斌    | 韓泰錫           | 黃天佑   |
| 韓彩英   | 崔芯愛／尹芯愛   | 汪世瑋   |
| 韓娜娜   | 申幼美           |          |
| 鄭東煥   | 俊熙、芯愛的父親 |          |
| 鮮于銀淑 | 俊熙、芯愛的母親 |          |
| 金海淑   | 恩熙的生母       |          |
| 李漢偉   | 尹志奐           |          |
| 崔宇革   | 童年俊熙         |          |
| 文瑾莹   | 童年恩熙         |          |
| 李愛情   | 童年芯愛         |          |
| 金亨鍾   | 恩熙的親哥哥     |          |

## 原聲帶
- 藍色生死戀 OST（發行日期：2000年10月1日）[2]

1. Main Title (Flute ver.)
2. Reason – Jung Il-young (Yoo Seung-bum/Lyrics by Kim Won-hee)
3. Romance – Choi Tae-won
4. Gido (Prayer) – Jung Il-young (Jung Jin Soo/Lyrics by Choi Hee Jin)
5. Remember – Park Jung-Won
6. Eolmana Naega (Sincerely) – Yoon Chang-gun
7. Reason (Instrumental ver.)
8. Romance (Piano ver.) – Lee Hong-rae
9. Nunmul (Tears) – Lee Hong-rae
10. Eolmana Naega (Sincerely) (Guitar ver.) – Guitar by Ham Choon-ho
11. Kkum Sogeseo (In My Dream) – Jung Il-young
12. Eolmana Naega (Sincerely) (Piano ver.) – Piano by Yoo Jung-young
13. Gido (Prayer) (Piano ver.)

## 其他搭配歌曲
- 台灣八大戲劇台版本
  - 片頭曲：IPIS蟑螂合唱團《這就是愛》、張鎬哲《戀人》、辛曉琪《永遠》
  - 片尾曲：IPIS蟑螂合唱團《分手》

## 相關系列劇集
- 冬日戀歌
- 夏日香氣
- 春日華爾滋

## 外部連結
- KBS官方網頁 （页面存档备份，存于）
- 互联网电影数据库（IMDb）上《Gaeul donghwa》的资料（英文）

| KBS 2TV 月火劇                       | KBS 2TV 月火劇                             | KBS 2TV 月火劇 |
| ------------------------------------ | ------------------------------------------ | -------------- |
|                                      | 秋日童話 （2000年9月18日 - 2000年11月7日） |                |
| RNA （2000年7月10日 - 2000年9月5日） | 雪花 （2000年11月13日 - 2001年1月2日）     |                |